# Patrik Berglund
Patrik Berglund (Västerås, 2 giugno 1988) è un hockeista su ghiaccio svedese.

## Palmarès

### Olimpiadi invernali
- 1 medaglia:
  - 1 argento (Sochi 2014)

### Mondiali
- 2 medaglie:
  - 1 argento (Slovacchia 2011)
  - 1 bronzo (Svizzera 2009)